# Хорчански, Клаус
Клаус Хорчански (нем. Klaus Hortschansky; род. 7 мая 1935, Веймар) — профессор, немецкий музыковед.

## Биография
Изучал музыковедение в 1953—1966 годах в Веймаре, Берлине и Киле. В 1965 году стал ассистентом в Институте музыковедения в Киле, где в 1966 году под руководством Анны Амалии Аберт получил степень кандидата наук за работу Parodie und Entlehnung im Schaffen von Christoph Willibald Gluck («Пародии и заимствования в творчестве Кристофа Виллибальда Глюка»). С 1968 года работал ассистентом в Институте музыковедения во Франкфурте-на-Майне. В 1984 году — директор департамента музыковедения в Вестфальском университете (Мюнстер).
Область интересов — нидерландская школа и оперное искусство XVIII века. С 1992 по 1997 год — президент Немецкого общества музыкальных исследований (Gesellschaft für Musikforschung, GfM). Главный редактор Галльского издания собрания сочинений Генделя (Hallische Händel-Ausgabe), вице-президент Института Гайдна в Кёльне и соредактор Полного собрания сочинений Глюка.
С 2001 года — член Рейнско-Вестфальской академии наук.

## Ученики
- Лоренц Люттекен[нем.]
- Гудула Шютц
- Лудгер Штюльмайер[нем.]
- Ивонна Вассерлоос
- Михаэль Цивиц[нем.]
- Джин-А Ким